# Cyphostemma
Cyphostemma es un género de fanerógamas de la familia de las vitáceas. Estas especies son caudiciformes y se las consideraba pertenecientes al género Cissus. El nombre científico viene del idioma griego kyphos que significa "giba", y stemma, "guirnalda".

## Distribución
Es un género que se distrubuye por África.

## Especies seleccionadas
- Cyphostemma bainesii
- Cyphostemma cirrhosum
- Cyphostemma cristigerum
- Cyphostemma crotalarioides
- Cyphostemma currorii
- Cyphostemma elephantopus
- Cyphostemma graniticum
- Cyphostemma juttae
- Cyphostemma laza
- Cyphostemma pachypus
- Cyphostemma roseiglandulosa
- Cyphostemma uter

## Más información
- Especies de Cyphostemma en Wikipedia